# Al-Makrizi
Taki ad-Din al Makrizi (ur. 1364, zm. 1442) – egipski historyk. Opisał m.in. arabski podbój Nubii przez armię emira Abd al-Ghaniego Aktamira w 1365 roku.